# Cibinong (Cibinong)
Cibinong is een bestuurslaag in het regentschap Bogor van de provincie West-Java, Indonesië. Cibinong telt 23.990 inwoners (volkstelling 2010).